# Marrocos Tennis Tour – Casablanca II
Marrocos Tennis Tour – Casablanca II é um torneio tênis, que faz parte da série ATP Challenger Tour, realizado desde 2015, realizado em piso de saibro, em Casablanca, Marrocos

## Edições

### Simples
| Ano  | Campeões       | Finalistas              | Placar        | Ref.  |
| ---- | -------------- | ----------------------- | ------------- | ----- |
| 2016 | Maxime Janvier | Stefanos Tsitsipas      | 6–4, 6–0      | [ 1 ] |
| 2015 | Damir Džumhur  | Daniel Muñoz de la Nava | 3–6, 6–3, 6–2 |       |

### Duplas
| Ano  | Campeões                         | Finalistas                       | Placar   | Ref. |
| ---- | -------------------------------- | -------------------------------- | -------- | ---- |
| 2016 | Roman Jebavý Andrej Martin       | Dino Marcan Antonio Šančić       | 6–4, 6–2 |      |
| 2015 | Laurynas Grigelis Mohamed Safwat | Thiemo de Bakker Stephan Fransen | 6–4, 6–3 |      |